# Monti Zambales
I monti Zambales sono una catena montuosa situata nella parte occidentale dell'isola di Luzon, nelle Filippine. Si estendono secondo un asse nord-sud, dal golfo di Lingayen nella provincia di Pangasinan fino alla baia di Manila nella provincia di Bataan, e fronteggiano ad ovest il mar Cinese Meridionale. Culminano con l'High Peak (2037 m), ma la vetta più nota della catena è il Pinatubo, la cui eruzione del 1991 provocò numerose vittime e fu la seconda più potente dell'intero XX secolo. Sono ricoperti da una fitta vegetazione.